# Дохристианская письменность у славян
Дохристианская (докириллическая) письменность славян (вариант — «руническая», «славянские руны») — система письма, согласно не имеющим научных подтверждений современным представлениям, существовавшая у древних славян до создания глаголицы и кириллицы и / или до начала христианизации конкретных славянских земель. Литературных памятников этой письменности не найдено. Известны только предположительные упоминания о ней в различных письменных источниках, трактовка которых неоднозначна, а также ряд археологических находок с нерасшифрованными надписями сравнительно позднего периода, которые не могут быть надёжно определены как свидетельства полноценной письменности. 
В мировой палеославистике XIX века результатом длительных изысканий, в значительной мере благодаря работам российских учёных, стало положение, что оригинальное славянское письмо было создано в результате деятельности святых Кирилла и Мефодия; до настоящего времени некоторые авторы высказывают мнения о нерешённости вопроса. 
Начало русской письменности как исследователи XIX века, так и современные специалисты связывали и связывают с Крещением Руси около 988 года. Ряд советских исследователей высказывали предположения о существовании восточнославянской письменности до Крещения.
Данная тема является почвой для создания различных фальсификатов и популярна в среде сторонников любительской лингвистики и фолк-хистори.  Причинами является не недостаток доказательной базы, а ангажированность самого вопроса.

## Историография
Исследователи середины XIX века связывали начало русской письменности с Крещением Руси. Это представление разделяли А. Х. Востоков, К. Ф. Калайдович, И. И. Срезневский, О. М. Бодянский, И. В. Ягич, А. И. Соболевский. Вместе с крещением русские получили от южных славян из Болгарии кириллицу. Глаголица также проникла на Русь, но, будучи вышедшим из употребления алфавитом, не получила широкого распространения.
В советских публикациях до 1940-х годов, в работах за пределами СССР и постсоветских источниках распространение письменности у славян в докирилловский период отрицается. Однако в послевоенный период, в
конце 1940-х — начале 1950-х годов, позиции советских исследователей по вопросу роли Церкви и внешних источников в распространении письменности существенно изменились. Новая советская линия постулировала существование дохристианской письменности у восточных славян в виде сразу нескольких алфавитов, включая глаголицу, которая могла считаться восточнославянской по происхождению.

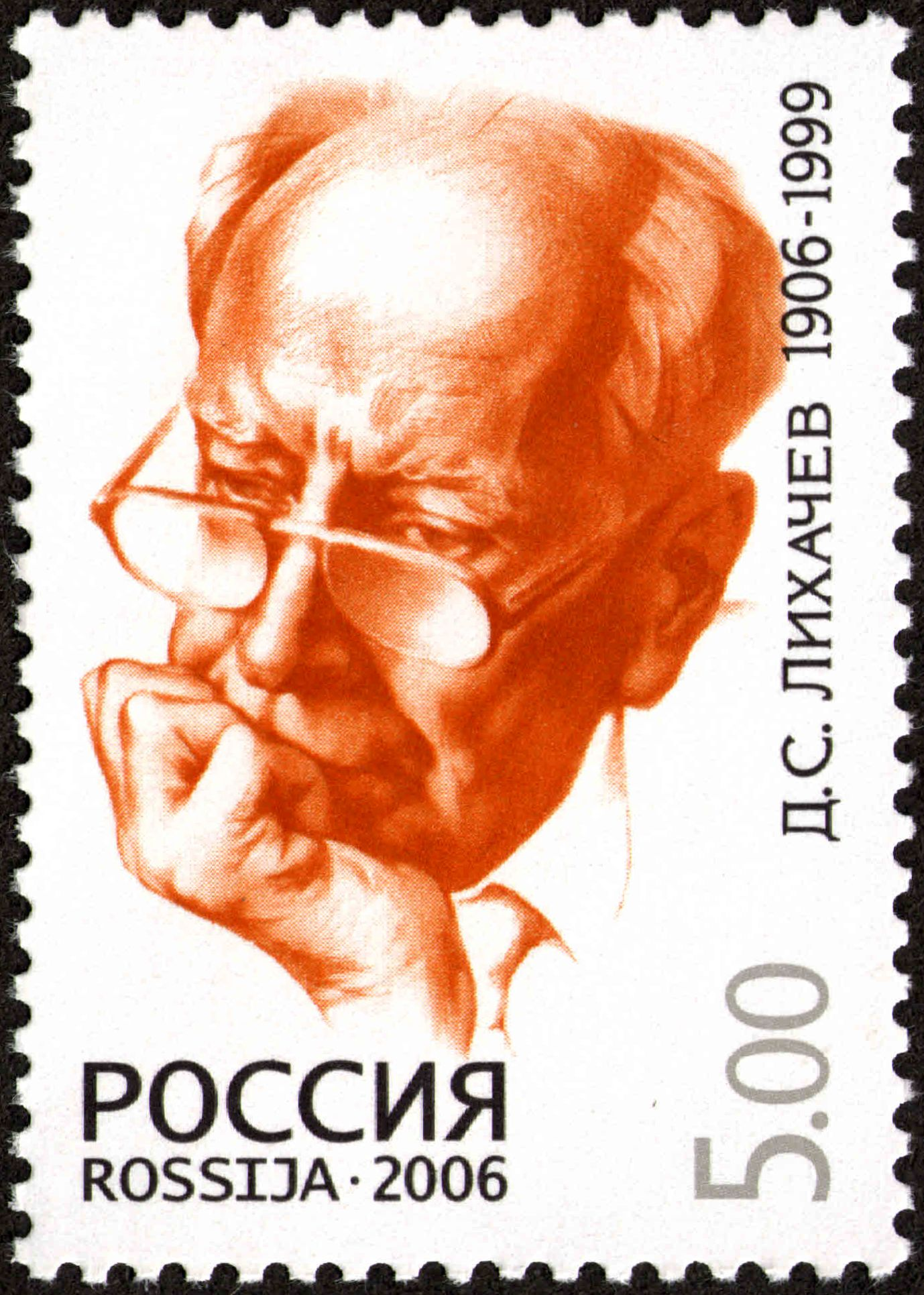
Д. С. Лихачёв на почтовой марке России, 2006

Причиной стала идеология советского государства. В конце 1940-х годов академиком С. П. Обнорским, который выступал с идеей независимости древнерусского литературного языка, было выдвинуто положение о наличии письменности уже у русов антского периода. И. В. Сталин, принимавший участие в обсуждении вопросов языкознания, также интересовался проблемами письма. В начале 1950-х годов один из наиболее авторитетных филологов Д. С. Лихачёв со ссылкой на статью Сталина «Марксизм и вопросы языкознания» (1950) высказал свою позицию по данному вопросу. В монографии «Возникновение русской литературы» (1952) Лихачёв назвал «старой» и создаваемой «буржуазными учеными» науку, рассматривавшую происхождение славянской письменности в целом, без выделения письменности восточных славян, тогда как «Исследования советских ученых в самых различных областях установили местные корни русской культуры», включая Обнорского, который «установил корни русского литературного языка в устном русском языке», за что Обнорский в 1950-е годы был удостоен Сталинской премии. Лихачёв писал, что накопились «материалы и для пересмотра вопроса о начале русской письменности», а в изучении начала русской письменности следует уделять внимание не влиянию принятия христианства, хотя значение последнего для развития русской письменности не отрицалось, а обратить внимание на внутренние потребности общества, экономики и государства. Тезис опирался на высказывание Сталина: «развитие производства, появление классов, появление письменности, зарождение государства, нуждавшегося для управления в более или менее упорядоченной переписке, появление печатного станка, развитие литературы — все это внесло большие изменения в развитие языка». В качестве докирилловской письменности восточных славян Лихачёв предполагал глаголицу, но допускал возможность многоалфавитности, в частности, по его мнению, наряду с глаголицей русское население Северного Причерноморья могло применять греческий алфавит для письма на русском языке. Историк Б. А. Рыбаков пытался связать знаки на кирпичах хазарского Саркела с дохристианской письменностью Русского каганата.
В начале 1960-х годов тему многоалфавитности восточных славян продолжил В. А. Истрин. Позиция советской науки по вопросу о начальном этапе славянской письменности в наиболее развёрнутом виде отражена в главе «Возникновение и развитие славяно-русского письма» монографии Истрина «Возникновение и развитие письма» (1961). Согласно Истрину, докирилловское славянское письмо было трёх видов, первые два из которых он считал несомненно существовашими. Задолго до образования связей славян с Византией они обладали местными разновидностями первоначального письма наподобие упоминаемых черноризцем Храбром «черт и резов». Он называет это письмо пиктографическим, пиктографически-тамговым, счётным, счётно-тамговым, счётно-тамговым с зачаточными элементами логографии, несмотря на то, что по черноризцу Храбру, черты и резы — не письмо, а знаки, по которым до возникновения букв считали и гадали. Истрин писал и о протокирилловском письме. Письмо типа «черт и резов» являлось непригодным для богослужебных текстов, договоров и других документов. Для этих целей славяне, по Истрину, до принятия христианства и до введения азбуки, созданной Кириллом, пользовались греческими и латинскими буквами, о чём и писал Храбр. Третья разновидность Истрина — гипотетическое «протоглаголическое» письмо. Он сообщает о возрожденной в 1940—1950-х годах «протоглаголической» гипотезе применительно к восточным славянам в работах П. Я. Черных, Н. А. Константинова, Е. М. Эпштейна и других советских исследователей.
В 1950-е годы исследователи предприняли несколько попыток «реконструировать» «протоглаголический» алфавит. Одна из них была проведена Н. А. Константиновым на основе «причерноморских знаков», которые он «собирал» на каменных плитах, надгробъях, черепицах и амфорах в Херсонесе, Керчи, Ольвии. В 1957 году И. А. Фигуровский осуществил «реконструкцию» «протоглаголицы» на основе знаков с русских пряслиц и других ремесленных изделий и бытовых предметов, с территории России, относящихся к VIII—XVI векам. Основу «реконструкции» составила глаголица, лишённая петель. Попытка потерпела неудачу, поскольку ни одна буквы глаголицы не напоминает знаки на бытовых предметах. Истрин отозвался об этой работе негативно. В начале 1960-х годов Н. В. Энговатов также неудачно попытался воссоздать «протоглаголицу» на основе «загадочных» знаков, которые встречаются в кирилловских надписях на монетах русских князей ХI века. После публикаций по данной теме Н. А. Константинова, И. А. Фигуровского, П. Я. Черных и др. получила распространение гипотеза, согласно которой глаголица происходит из «протоглаголического» дохристианского восточнославянского письма. Его истоки предполагалось найти в Причерноморье.
Первой эту гипотезу опровергла Е. Э. Гранстрем, в 1955 году писавшая, что хотя ряд советских учёных, по её мнению, доказали самобытное появление русской государственности, древнерусского литературного языка и древнерусской литературы, однако «попытки изобразить глаголицу как самобытное древнерусское или скифское письмо основаны только на внешнем, подчас случайном сходстве отдельных глаголических букв с так называемыми загадочными знаками Причерноморья». В. А. Истрин признал неудачность реконструкций, но не отказался от идеи «протоглаголического» письма, завершал обзор предполагаемых типов восточнославянского письма тезисом о многоалфавитности и писал о возможности существования не только двух-трёх видов письма, но и местных разновидностей. Истрин утверждал, что Кириллом была создана кириллица, а не глаголица, освобождая, таким образом, глаголицу для своих гипотез о происхождении из восточнославянского «протоглаголического» письма, которое он производил из «черт и резов», несмотря на то, что глаголица, содержащая петли и окружности у большинства знаков, не похожа на черты и резы. Комментируя вопрос о книгах, найденных Кириллом в Херсонесе и написанных «русскими письменами», Истрин допускал, что эти книги могли быть написаны «протоглаголическим» письмом, которое появилось из «черт и резов».
В 1960—1970-е годы на волне популярности, которую вызвал общий патриотический мотив идеи, версия восточнославянской «протоглаголицы» стала широко распространённой, хотя не опиралась ни на какие рукописные памятники и игнорировала обстоятельства возникновения славянской письменности, отражённые в житиях Кирилла и Мефодия и в других исторических источниках, которые неоднозначно указывают, что создателем славянского письма был Кирилл. Эта идея получила поддержку видных учёных, в результате чего советские исследователи на многие годы были отвлечены от изучения христианских истоков славянской письменности. Идея подверглась критике несоветских славистов, в том числе болгарских. О гипотезе восточнославянского происхождения глаголицы Пётр Илчев писал: «Сегодня оживление в этой области поддерживается главным образом неспециалистами, для которых не составляет труда открыть первоисточник глаголицы в каких угодно письменных знаках, лишь бы они были найдены в районе Черноморского бассейна».
Современная наука ведёт отсчёт славянской письменности от Кирилла и Мефодия, а её первые сохранившиеся памятники относит к X—XI векам.
Современные исследователи связывают начало истории русского письма с Крещением Руси, например, А. А. Гиппиус. Несмотря на это положение науки и на отсутствие материальных свидетельств времени до Кирилла, с советского времени до настоящего времени ангажированность вопроса породила большое число околонаучных гипотез. Ряд авторов ссылаются на якобы найденную «протоглаголицу» на артефактах IV—V веков в районе Причерноморья, на упоминание о «русских письменах» в Пространном житии Кирилла, упоминания о «чертах и резах» в сказании черноризца Храбра «О письменах» и др. Эти источники привлекаются вне исторического контекста.
Археолог А. А. Медынцева отмечает, что ряд летописных данных, свидетельств восточных авторов и положений общего характера позволили многим учёным выдвинуть предположение о появлении письменности на Руси намного ранее официального принятия христианства. В ситуации отсутствия или фрагментарности эпиграфического материала по данной тематике эти общие соображения создают почву для романтических, но не выдерживающих критики идей о русской дохристианской письменности. Эти идеи использовали как оригинальные «черты и резы» — знаки на археологических предметах, причерноморские знаки, интерпретированные как особое «докирилловское» письмо, так и фальсификации, такие как «Велесова книга». В действительности вопрос о письменности на Руси IX—X века не выходит за рамки давно известных свидетельств. Медынцева считает, что и в будущем такие находки не будут многочисленными, поскольку, прежде чем надписи на предметах становятся обыкновенным явлением, письменность должна получить широкое распространение среди разных слоёв населения.
По мнению Медынцевой, особенность развития письменности восточных славян в сравнении с южными состояла в значительно более позднем по времени процессе «неустроенного» использования письменности, который протекал в период, когда, кроме византийской письменной системы, употреблялись также кириллица и глаголица, специально адаптированные для звуков славянской речи. В этот период, помимо греческого письма, могли стихийно использоваться какие-то варианты кириллицы.

## Письменные свидетельства

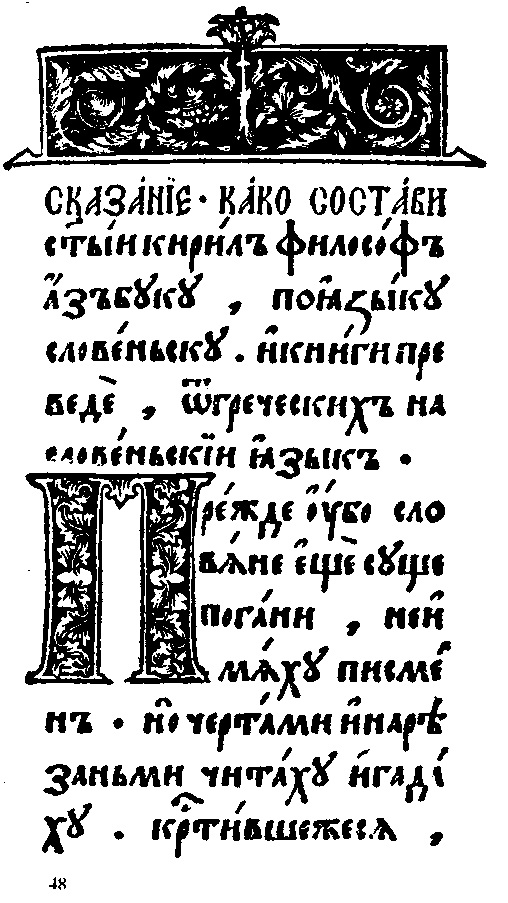
Страница из «рассказа…» Черноризца Храбра в редакции «Острожского букваря» Ивана Фёдорова с цитатой

### Письменные свидетельства, относящиеся к славянам
- О существовании знаков для письма (или счёта) и гадания («черты и резы») у славян-язычников писал Черноризец Храбр в своём «Сказании о писменех»[7]:

Прежде ведь славяне не имели букв, но по чертам и резам читали, ими же гадали, погаными будучи. Крестившись, римскими и греческими письменами пытались писать славянскую речь без устроения.Оригинальный текст (ст.-слав.)Прѣжде ѹбо словѣне не имѣхѫ книгъ. нѫ чрътами и рѣзами чьтѣхѫ и гатаахѫ погани сѫще. кръстивше же сѧ. римьсками и гръчьскыми писмены. нѫждаахѫ сѧ словѣнскы рѣчь безъ устроениа…
По мнению Б. Н. Флори: 

«Черты» и «резы», вероятно, какие-то разновидности пиктографическо-тамгового и счетного письма, известного также у других народов на ранних этапах их развития. Возможно, отражение «черт» и «резов» следует видеть в различных знаках, обнаруженных на керамике и строительных постройках на территории Первого Болгарского царства. О них см.: Георгиев Е. Разцветът… С. 14—15.
- В Пространном Житии Мефодия говорится[9]:

Тут явил Бог философу славянские книги и тотчас устроив письмена и беседу составив, поехал в Моравию.
Однако этот памятник известен только в относительно поздних списках.
- Титмар Мерзебургский (976—1018 годы), описывая западнославянскую крепость-храм Ретра (Радигощ, Радогост, Радегаст)[10], пишет, что на каждом из имевшихся в святилище идоле было вырезано имя божества[11][12]:

Есть в округе редариев некий город, под названием Ридегост, треугольный и имеющий трое ворот… В городе нет ничего, кроме искусно сооружённого из дерева святилища, основанием которого служат рога различных животных. Снаружи, как это можно видеть, стены его украшают искусно вырезанные изображения различных богов и богинь. Внутри же стоят изготовленные вручную идолы, каждый с вырезанным именем, обряженные в шлемы и латы, что придаёт им страшный вид.
Оригинальный текст (лат.)Est vrbs quædam in pago Redariorum Riedegast nomine, tricornis, ac tres in se continens portas, ...  In eadem nil nisi fanum est de ligne artificiose compositum, quod pro basibus diuersarum sustentatur cornibus bestiarum. Huius parietes variæ deorum dearumque imagines mirifice insculptæ, vt cernentibus videtur, exterius ornant. Interius autem Dij stant manufacti, singulis nominibus insculptis galeis atque loricis terribiliter vestiti, …

### Письменные свидетельства, относящиеся кнароду руси

#### «Роусьские письмена»
В Житиях Мефодия и Константина, в монашестве Кирилла, написанных в Средние века на основе ранних церковных документов, рассказывается о путешествии в 860-х годах Константина в Херсонес (Крым), где будущий создатель славянской азбуки готовился к церковному диспуту в Хазарском каганате, и обнаруженных им книгах:
В Херсоне Константину удалось найти «Евангелие и Псалтирь рѹсьскыми письмены писана», а также человека, говорившего этим языком. Константин, беседуя с ним, научился этой речи и, на основании бесед разделил письмена на гласные и согласные буквы и с помощью Божией вскоре начал читать и объяснять найденные книги.Оригинальный текст (ст.-слав.)Обрѣте же тѹ еуаггелиѥ и псалтирь, рѹсьскими письмены писано, и человѣка обрѣть, глаголюща тоѩ бесѣдою, и бесѣдова съ нимъ, и силу рѣчи приимь, своѥй бесѣдѣ прикладаѩ различьнаѩ письмена гласнаѩ и съгласнаѩ, и къ Богѹ молитву творѧ, въскорѣ чести и съказати, и мънози дивлѣаху, Бога хвалѧше
Сомнениям подвергалось как то, что в этом контексте «роусьский» значит «славянский», так и исконность этого чтения в тексте «Жития». До X века византийские авторы разделяли росов (русов), совершавших набеги на Византию, и славян, так что возможно, что так называемые «русские письмена» имели иное происхождение. Учитывая, что уроженец Солуни Кирилл с детства хорошо знал южнославянский язык (о чём говорится в том же «Житии»), ему не было необходимости учиться говорить по-славянски.
К тому же в том же «Житии» прямо говорится об отсутствии у славян письменности. Когда Константин спросил византийского императора Михаила III о буквах на славянском языке, то император ответил, что его дед, отец и многие другие искали, но не нашли их.
Ещё одна гипотеза (о ней упоминает, хотя и не высказывается в её поддержку Виктор Истрин; её развивал, в частности, Андре Вайан) состоит в том, что в тексте была описка или тенденциозное искажение при переписывании — первоначально имелись в виду не «роуськие», а «соурськие» (сирийские) письмена. Проблема разделения гласных и согласных звуков была характерна для всех семитских письменностей, в том числе и для сирийского письма, но совершенно не характерна для любой из европейских письменностей.
Возможно также, что к Константину попали Евангелие и Псалтирь на готском (или крымско-готском) языке, достаточно близком к скандинавскому («роусьскому»), поскольку крымские готы в то время ещё жили в Крыму, недалеко от Херсонеса.
Данный отрывок дал возможность для гипотезы священнослужителя Стефана Ляшевского о существовании письменности до 861 года у русских. Ляшевский считал, что прямые предки русских — сарматы-роксоланы, жившие в Крыму, говорили на языке «Бравлинского Евангелия», Псалтири и «Влесовой летописи»; Кирилл учился по перечисленным книгам, а затем дополнил рѹсскую 24-х буквенную азбуку ещё 16 буквами, таким образом создал церковно-славянскую азбуку.

#### Свидетельство Ибн Фадлана
Ибн Фадлан, арабский посол в Волжскую Булгарию в 922 году, рассказывал о нравах и обычаях русов, прибывших по торговым делам в Булгарию. После ритуального сожжения умершего соплеменника русы оставили надпись на могиле:
Потом они построили на месте этого корабля, который они вытащили из реки, нечто подобное круглому холму и водрузили в середине его большую деревяшку хаданга (белого тополя или берёзы), написали на ней имя [умершего] мужа и имя царя русов и удалились.
Ибн Фадлан не оставил более подробных заметок об этнографической принадлежности «русов».

#### Свидетельство Ибн ан-Надима

Надпись Ибн ан-Надима, воспроизведённая по первой публикации (1835—1836)

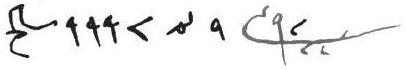
Надпись Ибн ан-Надима, воспроизведённая по первому арабскому изданию (более ранний вариант)

Арабский писатель Ибн ан-Надим в «Книге росписи известий об учёных и именах сочинённых ими книг» (Китаб аль-фихрист, 987—988 годы) сообщает:
Русские письмена. Мне рассказывал один, на правдивость коего я полагаюсь, что один из царей горы Кабк [Кавказ] послал его к царю Русов; он утверждал, что они имеют письмена, вырезываемые на дереве. Он же показал мне кусок белого дерева, на котором были изображения, не знаю были ли они слова, или отдельные буквы, подобно этому.
Надпись Ибн ан-Надима была представлена в Санкт-Петербурге в научном докладе арабиста Христиана Даниловича Френа в 1835 году. Графически надпись стилизована под арабское письмо, и расшифровать её до сих пор не удалось. Предполагается, что белое дерево для письма было сделано из берёзовой коры.

#### Свидетельство Фахр-и Мудаббира
Персидский историк XIII века Фахр-и Мудаббир (по переводу В. В. Бартольда):
У хазар есть также письмо, которое происходит от (письма) русов, ветви румийцев, которая находится вблизи них, и употребляет это письмо, и они (хазары?) называют румийцев «русами». Хазары пишут слева направо и буквы не соединяются между собой. У них 21 буква:
Б, Дж, Д, h, В, З, Х, th, Й, К, Л, М, Н, С, Г, Ф, Q, Р, Ш, Т, S [в оригинале записано арабскими буквами]. Та ветвь хазар, которая пользуется этим письмом, исповедует иудейство.
По мнению С. А. Высоцкого и А. А. Зализняка, в свидетельстве Марварруди речь идёт о кириллице, связанной с греческим («румийским») письмом.

#### Свидетельство Аль-Масуди
Арабский историк Аль-Масуди, умерший в 956 году, в своей работе «Золотые копи и россыпи самоцветов», сообщил, что обнаружил в одном из «русских храмов» пророчество, начертанное на камне:
В славянских краях были здания, почитаемые ими. Между другими было у них одно здание на горе, о которой писали философы, что она одна из высоких гор в мире. Об этом здании существует рассказ о качестве его постройки, о расположении разнородных его камней и различных их цветах, об отверстиях, сделанных в верхней его части, о том, что построено в этих отверстиях для наблюдения над восходом солнца, о положенных туда драгоценных камнях и знаках, отмеченных в нем, которые указывают на будущие события и предостерегают от происшествий пред их осуществлением, о раздающихся в верхней его части звуках и о том, что постигает их при слушании этих звуков.

#### Русско-византийские договоры
В русско-византийском договоре 911 года есть упоминание о письменных завещаниях представителей народа руси, живших в Царьграде:
О русских, служащих в Греческой земле у греческого царя. Если кто умрёт, не распорядившись своим имуществом, а своих <в Греции> у него не будет, то пусть возвратится имущество его на Русь ближайшим младшим родственникам. Если же сделает завещание, то возьмёт завещанное ему тот, кому завещал письменно наследовать его имущество, и да наследует его.Оригинальный текст (ст.-слав.)О работающих въ Грѣцѣхъ руси у хрестьяньского цесаря. Аще кто умреть, не урядивъ своего имѣнья, ци и своихъ не имать, да възратить имѣнье к малымъ ближикамъ в Русь. Аще ли створить обряжение таковый, възмет уряженое его, кому будеть писалъ наслѣдити имѣнье его, да наслѣдит е
При этом в договоре 911 года имеется указание, что Русь и Византия и в более ранние времена решали спорные вопросы «не только словесно, но и письменно». А в договоре 944 года рассказывается о посыльных грамотах русских князей к грекам, которые давали послам и гостям, отправлявшимся в Царьград. Однако в тексте договоров не поясняется, что представляли собой завещания и посыльные грамоты, на каком языке они были написаны и каким алфавитом пользовались авторы. Ранее считалось (например, С. П. Обнорским), что договоры с греками были переведены на старославянский язык синхронно заключению самих договоров, однако современные исследования (например, Яны Малингуди) показывают, что перевод, вошедший в «Повесть временных лет», делался с византийской копийной книги XI века, то есть уже после принятия Русью христианства.

### Киевское письмо

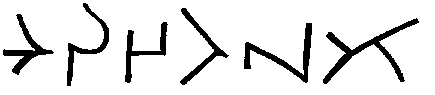
Киевское письмо

Киевское письмо — рекомендательное письмо, выданное Яакову Бен Ханукке иудейской общиной Киева, для предъявления в других иудейских общинах. Древнейший аутентичный документ, вышедший с территории Киевской Руси. Датируется предположительно X веком. Письмо написано на иврите и подписано тюркской рунической надписью, до сих пор однозначно не расшифрованной.

## Археологические находки
- Не расшифрована надпись на сосуде из Археологического отдела бывшего Тверского музея, опубликованная А. В. Жизневским в 1888 году[22].
- На русском мече, найденном в Киевском уезде предположительно в 1890-х годах и датируемом серединой X века, сохранились надписи. С одной стороны клинка — кириллическая надпись «Слав», полностью не сохранившаяся по причине сломанного меча. Она представляла собой имя кузнеца-изготовителя, как и Людоша (Людота) на мече из станицы Фощеватой. С другой стороны — нерасшифрованные символы[23].
- В 1956 году на Неревском раскопе в Новгороде был найден обломок ребра коровы с 32 знаками, из которых лишь чуть более 10 могут быть отождествлены с рунами «датского» футарка XI века[24].
- Известны пространные нерасшифрованные надписи на славянских биконических пряслицах XI—XIII веков, например, из Белоозера[25] или Волковыска[26].
- На свинцовых пломбах, найденных на Западном Буге, были обнаружены кириллические буквы, а на противоположной стороне непонятные знаки, совпадающие, однако, с буквами неизвестного славянского («servien») алфавита, опубликованного во втором томе Manuel typographique de Fornier[источник не указан 477 дней].

Надписи, идентифицированные как неславянские по происхождению
- В 1897 году в деревне Алеканово (ныне Рязанской области) археологом В. А. Городцовым была найдена надпись, получившая название Алекановской. Знаки нанесены на небольшой глиняный горшок, вероятно, происходящий из захоронения[27]. Городцов датировал сосуд с надписью X—XI веками, сочтя его изготовленным славянами. Пять похожих символов на глиняных черепках были найдены им в Алеканове и в 1898 году[28]. Городцов допустил, что эти символы представляли собой «славянские руны». Общепринятого прочтения «Алекановская надпись» не имеет. Два знака напоминают скандинавские руны[29]. А. П. Гаврилов относит сосуд с «Алекановской надписью» к дославянской культуре рязано-окских могильников и датирует предположительно III—IV веками[30].
- Не расшифрована Ситовская надпись, обнаруженная в 1928 году (Ситово, Болгария). Есть версия расшифровки на фригийском языке[31].
- С советского периода ряд авторов рассматривает как «протоглаголицу» и докирилловскую письменность у славян так называемые «причерноморские знаки». К глаголице не имеют отношения и не идентичны ей по начертаниям. Представляют собой ряд разнообразных знаков (тамговых, знаков собственности и др.) на предметах разных культур и эпох. Эти знаки не отражены в текстах, не являются знаками письма и были собраны в один ряд искусственно[2].
- В 1958 году на Неревском раскопе в Новгороде был обнаружен не полностью сохранившийся 16-значный футарк на свиной кости в слое первой половины XI века[24].
- В ходе исследования, проводившегося в 2017 году в Чехии на территории раннего славянского поселения — городище Ланы близ города Бржецлав, археологами Университета имени Масарика была обнаружена надпись, нанесённая на ребренную кость одомашненного тура, жившего, согласно радиоуглеродному анализу, около 600 года н. э. В работе также принимали участие учёные из Австрии, Швейцарии и Австралии. По мнению эксперта по германским языкам Роберта Недома (нем. Robert Nedoma), знаки, обнаруженные на реберной кости, являются символами старшего футарка — письменности, которой пользовались германоязычные народы центральной Европы во II—VII веках н. э. Обнаруженные на обломке ребра руны не составляют конкретное слово — это семь последних букв алфавитного ряда. По мнению учёных, проводивших данные исследования, находка является самым древним на данный момент доказательством наличия письменности у славян, подтверждая тем самым процессы восприятия славянами культуры извне ещё в конце VI — начале VII века[32][33][34].

Кириллические надписи после изобретения кириллицы, но до Крещения Руси
- В 1912 году при археологических раскопках Десятинной церкви в Киеве была найдена свинцовая печать, на обеих сторонах которой помещены изображения княжеского знака в форме простого двузубца, окружённого частично сохранившейся греческой или кириллической надписью. Н. П. Лихачёв пришёл к выводу, что надпись на печати означает имя Святослав (киевский князь, правивший в 945—972 годах)[35].
- Древнейшим восточнославянским текстом считается гнёздовская надпись[36] на глиняном кувшине (корчаге), обнаруженном в 1949 году при раскопке кургана Гнёздовского археологического комплекса под Смоленском. Надпись-слово ГОРОУХЩА[37], обозначающее то ли сосуд для хранения горчицы, то ли имя владельца, выполнено кириллицей и датируется по набору погребального инвентаря (костяные гребни, меч, обломки овальной фибулы) второй четвертью — серединой X века[38].
- На обнаруженных в ходе раскопок в Новгороде с 1951 года деревянных «цилиндрах-замка́х» (пломбах) имеются кириллические надписи, сделанные мечниками — сборщиками податей. Так, на одной деревянной пломбе, первоначально датируемой концом X века (970-е — 980-е годы), имеется надпись, упоминающая реку Тихманьгу на юго-западе нынешней Архангельской области: «Мецъницъ мѣхъ въ Тихъм[ен]гѣ пол[чет]ъвѣръ[та]»[39]. Позже, с обнаружением новых находок цилиндров-пломб, дата этого цилиндра была изменена на более неопределённую — конец X века — начало XI века.

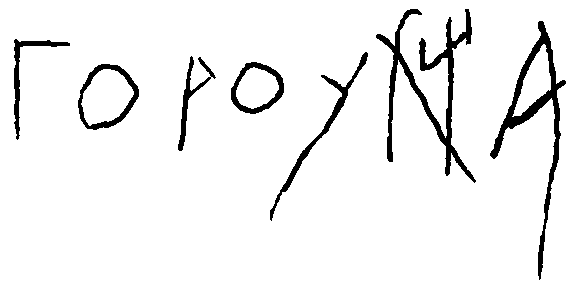
Гнёздовская надпись, кириллица, вторая четверть — середина X века
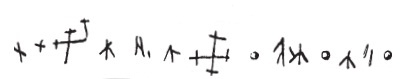
Алекановская надпись, найденная в 1897 году на территории современной Рязанской области археологом Василием Городцовым

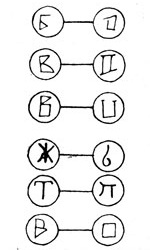
Знаки с дрогичинских свинцовых пломб: кириллические буквы и неизвестные знаки на противоположной стороне
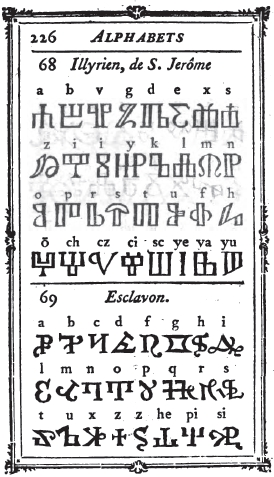
Глаголица, приписываемая святому Иерониму (вверху) и неизвестный славянский алфавит (внизу) из сборника Manuel typographique de Fornier, том II

## Фальсификаты
- Сочинение Клювера[40] излагает рассказ с указанием на диссертацию немецкого историка Конрада Шурцфлейша[нем.] от 1670 года, в которой доказывалось, что у германских славян были свои школы, где детей обучали рунам. Ту же мысль повторил Клювер относительно германских вендов (славян)[41]:

Правда школы у вендов были в плохом состоянии, тем не менее их учителя-священнослужители наряду со своими буквами пользовались руническими письменами следующего облика.
В доказательство приводился образец алфавита, сходного с датскими рунами XIII—XVI веков, но имеющего ряд особенностей (которые обнаруживаются на предметах из Прильвицы, известных по более поздним публикациям).
- Прилвицкие идолы, бронзовые статуэтки, найденные в земле деревни Прильвиц в конце XVII века и описанные А. Г. Машем. Выдавались за изображения богов лютичей, покрытые славянскими «руническими письменами», и ритуальные предметы из Ретринского храма[44]. Были признаны подделками[45].

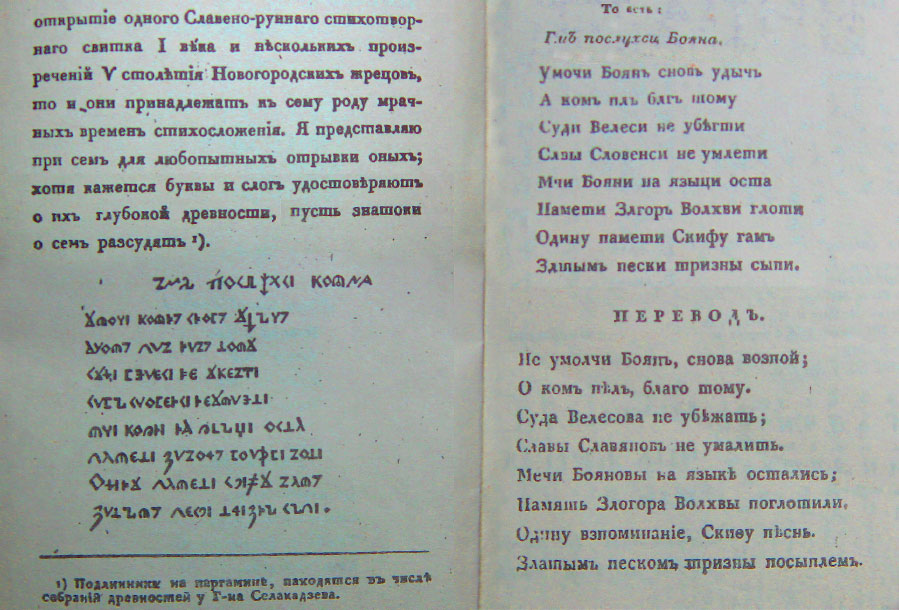
Сфальсифицированный Александром Сулакадзевым «рунический» «гимн Бояну» (публикация Гавриила Державина, журнал «Чтения в Беседе любителей русского слова», 1812)

- «Боянов гимн» («Гимн Бояна») — фальсификация[47][48][49][50], бессистемная имитация древнерусского языка[51], записанная квазируническим алфавитом[52], «новгородскими рунами»[50] (стилизованными под руны церковнославянскими и русскими буквами[49]). Обретён в начале XIX века[50] в коллекции текстов российского отставного офицера и собирателя древностей Александра Сулакадзева[53][48][50], который и считается учёными его автором-фальсификатором[47][48][49]. Текст приписан Бояну[47][50], древнерусскому поэту-певцу, упоминающемуся в «Слове о полку Игореве» и «Задонщине». Сулакадзев снабдил «Гимн» произвольным «переводом»[47], представляющим собой стилизацию под «Слово о полку Игореве» и скандинавские саги[47][49].
- Микожинские камни, два камня с изображением человека, коня и руническими надписями, обнаруженные в 1855—1856 годах в великопольском Микожине. Признаны подделкой[54].

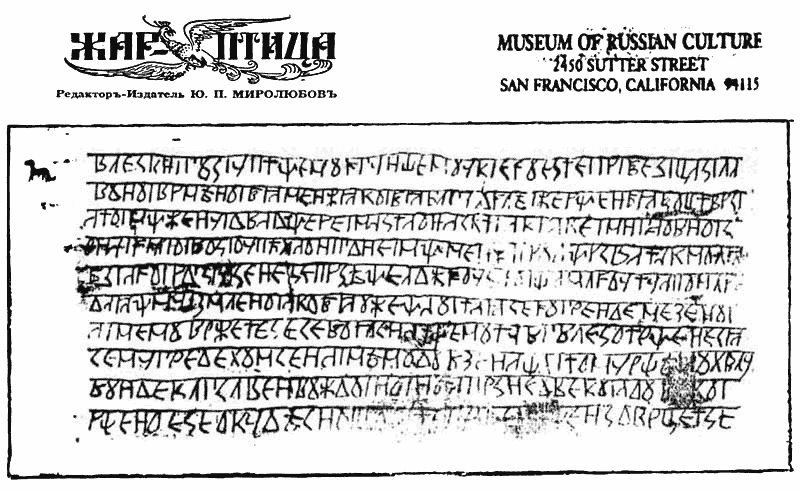
Изображение, заявленное как фотография дощечки «Велесовой книги»

- Одним из самых известных поддельных текстов, претендующих на статус докириллического, является созданная в XX веке «Велесова книга», письменность которой — деформированная по образцу деванагари кириллица. Одним из главных аргументов поддельности «Велесовой книги» является её язык[56]. «Велесова книга» написана на смеси современных славянских языков (русского, церковнославянского, украинского, польского, чешского и др.). Автор произвольно искажал слова, заменяя в них буквы, добавляя лишние слоги, обрубая концы и т. п. К этим словам в произвольном порядке присоединены окончания -ще, -ша, -сте, -хом и др. Фонетика, морфология и синтаксис этого сочинения хаотичны, в них невозможно выделить какие-либо закономерности. Степень грамматической бессистемности и произвольности в тексте такова, что аналогов этому нет ни в одном языке мира. Язык «Велесовой книги» не может быть каким-либо естественным языком какой бы то ни было эпохи. Это результат искусственной деятельности фальсификатора, не имевшего представления об истории славянских языков[57][58].

## Псевдонаучные идеи
Тема «древней славянской письменности», в том числе «славянских рун», популярна в псевдоисторических и псевдолингвистических сочинениях. Большое число надписей, как традиционно рассматривавшихся в ряду славянской докириллической письменности, так и других культур (тексты этрусков или Фестский диск) неоднократно любительски «расшифровывались» как русские и славянские без опоры на научные данные.

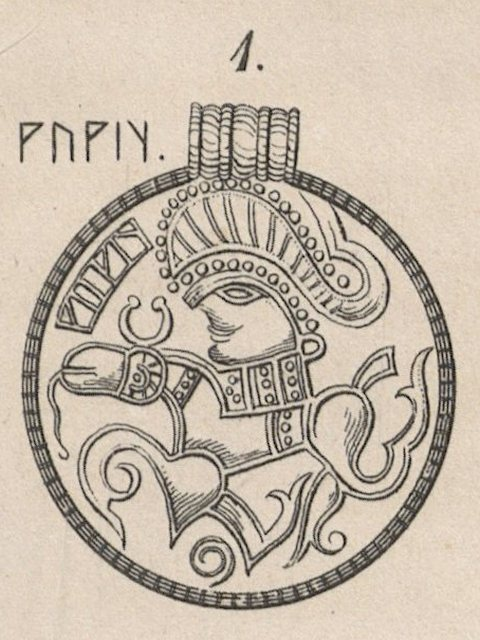
Золотой брактеат Рюрика со «славянскими рунами», иллюстрация из книги Тадеуша Воланского, 1846

Представитель славянской школы Юрий Венелин считал, что к славянам принадлежали скифы, сарматы и тюрки, и писал о подвигах «славянского» вождя Аттилы. Он стремился доказать, что славяне являются одним из древнейших народов Европы, и писал о «гунно-аваро-хазарской державе», называя её «царством русского народа». С Венелина началась идея отождествления этрусков со славянами и приоритета их письменности.
Российская императрица Екатерина II интересовалась древней славянской историей и рассматривала как «славянскую» топонимику Испании, Франции, Шотландии, Индии и Америки. По её мнению, ранние короли Франции и Испании по происхождению были славянами. Екатерина первой писала, что этрусские и рунические памятники связаны с «древним славянским письмом». Затем она пришла к идее, что славяне трижды завоевывали Европу от Дона до Швеции и Англии.
Представитель славянской школы Егор Классен находил славян на многих территориях и во многие эпохи. По его мнению, славяне обитали у Балтийского моря 4 тысячи лет назад, русы героически защищали Трою, жили в Аравии эпохи царя Соломона, в начале н. э. существовала «Великая Россия». Со славянами им отождествлялись почти все народы Геродотовой Скифии, начиная с самих скифов, а русские связывались с этрусками. Он писал, что уже 4 тысячи лет назад венеды обладали грамотой, и называл все рунические письмена славянскими. Санскрит Классен отождествлял со славянским языком, парсов относил к славянам. В целом он не выдвинул новых идей, а скомпилировал представления Ломоносова, Шлегеля, Венелина, Хомякова и ряд других авторов. Эти авторы предпринимали попытки сформулировать методические приёмы работы и опираться на них при анализе источников, однако Классен этого не делал. Его труд имел идеологическую цель предоставить моральную компенсацию за поражение в Крымской войне, стремясь продемонстрировать исторические «преимущества» русских перед другими народами, доказать их особое политическое место в мире. Классен не имел авторитета ни у своих современников, ни у специалистов последующих поколений.
Идея о древней славянской письменности в её псевдоисторической трактовке связана также с арийским мифом. Гвидо фон Лист, последователь немецкого националистического движения фёлькише и основатель арманизма, утверждал, что германские народы, или «арийцы», имели письменность задолго до христианства. По его мнению, в рунах содержится зашифрованный тайный смысл, открывавшийся только посвящённым. Нацистский теоретик Герман Вирт, сравнивая доисторические рисунки и орнаменты, видел в них следы первобытной письменности. Это, по его мнению, доказывало существование древнейшей «атланто-нордической культуры», созданной «атланто-нордической расой» и распространявшейся волнами из Арктики. В 1920-х годах оккультные идеи получили широкое распространение в Германии. Рудольф Йохан Горслебен, пропагандировавший «арийский» мистицизм и идею превосходства «арийцев» над другими расами, был приверженцем магии рун и считал их «проводниками тонких энергий». Одним из его помощников был будущий нацистский расовый теоретик Ханс Гюнтер.
Советский писатель Алексей Югов (1949) стремился доказать славянское происхождение Ахиллеса. Впервые он выступил с этой идеей в конце 1940-х годов, в разгар кампании по борьбе с «космополитами». Югов возрождал идею историков славянской школы об обнаружении славянской докириллической письменности. Идеи Югова в 1990-е годы вошли в представления русских неоязычников.

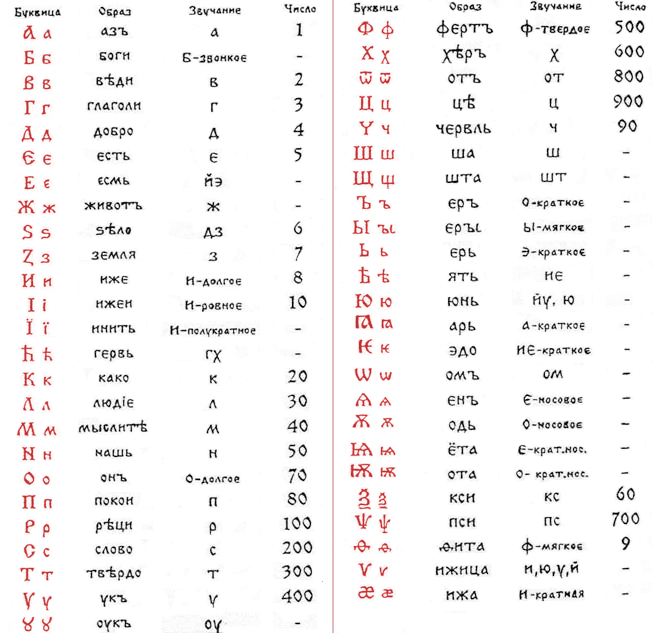
«Древнеславянская буквица», впервые изданная Александром Хиневичем для «слушателей Асгардского духовного училища (Омск)», и ставшая популярной у многих родноверов. Позиционируется как исконный алфавит древних славян

Арийский миф получил распространение также в славянском неоязычестве (родноверии), во многих направлениях которого славяне считаются наиболее близкими потомками «арийцев» («ариев») или отождествляются с ними. Эти «славяно-арии», по мнению неоязычников, были создателями древнейшей или одной из самых древних цивилизаций, передавшей свои знания и достижения, включая письменность, остальным народам. Под такой письменностью могут пониматься сфальсифицированные «славянские руны» или «буквица» (исторически слово буквица имеет другое значение — синоним инициала). Распространена идея, что кириллица была создана не на основе греческого алфавита, а происходит от некого исконно славянского алфавита. Фактическое отсутствие дохристианской литературы объясняется уничтожением всего этого достояния евреями или христианами.
В среде русской эмиграции распространилась идея, что древнейшим «арийским» народом являются «русы». Эмигрант Ю. П. Миролюбов писал о существовании русов ещё в палеолите, когда они сильно пострадали от нашествия неандертальцев. В 1950-е годы он опубликовал «Велесову книгу», якобы написанную дохристианским алфавитом. Миролюбов утверждал, что славянская письменность легла в основу латинской и греческой, а также скандинавских рун. Один из основателей современного русского неоязычества В. Н. Емельянов в книге «Десионизация» (1979) писал о великой русской древней цивилизации «арийцев-венедов», обладавшей богатой письменностью и культурой, которая стала родоначальником мировой.
Популярный в советское время роман «Русь изначальная» (1961) Валентина Иванова, экранизированный в 1985 году, содержит упоминание о «скрижалях и записи родов», то есть указание на дохристианскую письменность славян.

Символ «Всеясветной грамоты», наиболее раннего псевдолингвистического учения славянского неоязычества

В конце 1970-х годов о древнем славянском алфавите писал создатель эзотерического учения А. Ф. Шубин-Абрамов, «академик» самопровозглашенной в 1992 году «Русской академии наук, искусств и культуры» и, по его словам, «носитель родовой памяти» и «хранитель тайных знаний посвящённых», представитель рода хранителей «истинной русской грамоты». Эта «древная русская ВсеЯСветная Грамота» состоит из 147 знаков и имеет возраст в 7500 лет. По мысли автора, буквы в произведениях классиков и древних текстах не «плоские», а пространственно определённые. В прошлом человечество якобы умело читать пространственную письменность, но затем люди деградировали. «ВсеЯСветная Грамота» содержала в себе колоссальные «ведические знания» и была дана людям Творцом, или «Учителями». Шубин-Абрамов и его последователи рассматривают каждую отдельную букву этой грамоты как обладающую огромным «мировоззренческим смыслом» («многомерный материализующий объект»), любое русское слово — как аббревиатуру, носитель сложной зашифрованной информации, «раскрытие» которой даёт фразы, наделённые «глубочайшим смыслом». Слову «Русь» Шубин-Абрамов придавал всеобъемлющее значение, это «единяющее и обосновывающее начало всех видов Восходящих в Космосы Материй, которые становятся Вселенными». В такой перспективе Земля считается «пылинкой Руси ВсеЯСветной», её творением, «Киевская Русь» — «названием Планеты по её исконной столице». «Человеческую систему жизни» Шубин-Абрамов называл «АРИйской». Он утверждал, что при своём появлении на Земле люди обладали немыслимыми знаниями и способностями, однако с течением времени их утратили, в том числе было утрачено большинство букв грамоты. Эта деградация — «обрезание» — произошла по воле «злых сил» — «оккупантов-ивритов». Он полагал, что для «возрождения Отечества» необходимо вернуться к исконной азбуке и восстать против «ивритов». Неоязыческая концепция «ВсеЯСветной Грамоты» популяризируется в сочинениях ряда авторов. Некоторые русские неоязычники используют составленный Шубиным-Абрамовым календарь, в котором на основе принципов «ВсеЯСветной Грамоты» объясняются многие термины и даётся представление о самом учении.
В начале 1980-х годов московский геолог Г. С. Гриневич утверждал, что прочёл различные надписи, найденные на территории Руси, которые не имеют общепринятого чтения или не всегда рассматриваются как собственно надписи. Гриневич принял в качестве рабочей гипотезы предположение о слоговом характере гипотетической дохристианской славянской письменности («письма черт и резов»). Затем он с опорой на те же методы попытался дешифровать надписи, относящиеся также к другим системам письма. Это привело его к идее о существовании письменности «славян, которой они пользовались задолго до создания славянской азбуки Кириллом и Мефодием». Он приписал древнейшую критскую письменность («линейное письмо А») праславянам. Затем он якобы смог прочесть надпись на Фестском диске XVIII века до н. э., найденном на Крите. Там, по его мнению, зафиксированы жалобы беженцев из «племени русичей», вынужденных покинуть свою родную «Русиюнию» и переселиться на Крит. При поддержке индолога Н. Р. Гусевой Гриневич опубликовал свои «открытия» в газете «Советская Россия». Славяне, по мнению Гриневича, обладали письменностью с 5-го тысячелетия до н. э. (автор отсылает к тэртерийским табличкам 4-го тысячелетия до н. э. с пиктографическими знаками, найденным в Румынии). Славянская культура якобы стала основой многих других древних культур, а славянская письменность — основой всех остальных систем письма. Гриневич имеет ряд последователей, «читающих» различные тексты как древнеславянские. Идеи Гриневича воспринял краснодарский писатель А. В. Трехлебов (Ведагор), близкий к инглиизму. Он называл Гриневича «языковедом» и «дешифровщиком» и утверждал, что «открытие» «древнейшей славянской письменности» якобы получило поддержку в науке, и эту письменность учёные называли «славянской руницей».
В конце 1980-х годов бывший геолог и моряк А. С. Иванченко писал, что славяне, или «россичи», изобрели фонетическое письмо. По своей культуре «россичи» превосходили древнее «Двуречье». От них азбуку получили все прочие народы, начиная с этрусков и троянцев. Согласно Иванченко, слова русского языка представляют собой аббревиатуры и обладают глубочайшим смыслом.
В 1990-е годы омским эзотериком Александром Хиневичем был создан инглиизм, неоязыческое учение, сочетающее эзотерику, идеологию нацизма и радикального родноверия. Инглиисты утверждают, что разные человеческие расы, включая «белую расу», происходят с разных созвездий. Инглиисты создали несколько алфавитов, которыми по их утверждению, «славяне и арии» пользовались многие тысячи лет. Каждый знак имеет не только фонетическое, но и смысловое значение (образ). Многие слова русского языка толкуются как аббревиатуры: так, пост (постъ) понимается как «полное очищение собственныхъ телесъ сотворяша». Учение инглиистов изложено в книгах «Славяно-арийские веды», фальсификации, выдаваемой за перевод древнего «славяно-арийского» священного писания, самая старая часть которого якобы создана 40 тысяч лет назад. «Славяно-арийские веды» были написаны самим Хиневичем.
Выходец из канадских украинцев В. Пайк доказывал безусловную автохтонность украинцев, широкое их расселение в Передней Азии и Европе в глубокой древности, приоритет украинского языка, письменности и религии перед остальными индоевропейскими и многими неиндоевропейскими традициями.
Одними из первых идею о древних языческих письменах, якобы сохраненных «раскольниками-староверами», ввели в художественную литературу писатели Сергей Алексеев и Ю. В. Сергеев. Славяне, по Алексееву, являются наследниками «арийцев», вышедших из Гипербореи. Согласно Алексееву, славянские рукописи якобы уничтожались христианскими священниками. Писатель Юрий Никитин в своих произведениях представлял «русичей» основой, на которой сформировались все прочие народы. Финикийцы рассматривались им как «чистейшие русы», которые создали древнейшую в мире письменность. Писатель Владимир Щербаков опубликовал в издательстве «Просвещение» книгу для старшеклассников, в которой он развивал идеи о родстве русских с этрусками и фракийцами, славянах-венедах, живших некогда от Индии до Западной Европы и подаривших местным народам письменность и государственность.
Украинский литературовед Б. И. Яценко разделял идею существования и автохтонности древнего «украинского алфавита», первичного в сравнении с западносемитским (ханаанским) алфавитом из Леванта, греческой и латинской письменностями. По его мнению, в раннем железном веке, если не раньше, в Центральной Европе жил «один славянский народ — укры».
Автор работ в жанре фолк-хистори В. Н. Дёмин в 1997—2001 годах организовал любительскую экспедицию «Гиперборея» на Кольском полуострове. Участники экспедиции сообщали о находках следов древней «арийской» цивилизации, в том числе «древних знаков, похожих на письмо друидов», или «рун», о древнейшей «огамической письменности». Однако Дёмин и его последователи не опубликовали ни одного документального подтверждения этих открытий. Единичные фотографии участников экспедиции демонстрируют различные естественные геологические образования. «Насечки» на скалах, интерпретированные как «алфавитные знаки» древнейшей палеолитической письменности, оказались пропилами, оставленными геологами.
Неоязыческий писатель Александр Асов, популяризатор «Велесовой книги», считает её кладезью памяти, охватывающей события последних 20 тысяч лет. Он создал свою версию происхождения и дохристианской истории славян, которых отождествляет с «белой расой» и с «ариями» («арийцами»), выходцами из Гипербореи. Во многих своих изданиях «Велесовой книги» Асов пополнил её текст рядом других сочинений, таких как «Славяно-русские Веды» — «реконструируемые» Асовым «Песни птицы Гамаюн» и «Книга Коляды» и опубликованные фальсификатором А. И. Сулакадзевым в начале XIX века псевдоязыческие тексты, например, «Ярилина книга», «Тризны Бояновы». Вопреки устоявшемуся со времён Сулакадзева мнению учёных, Асов считает их не подделкой, а подлинными сочинениями, предлагает своё чтение и разбиение на слова. «Песни птицы Гамаюн» — это «своеобразная авторская стилизация, в основу которой положена псевдореконструкция гипотетического „узелкового письма“ древних славян, отождествляемого составителями сборника [„Русские веды“] с легендарными „чертами и резами“».

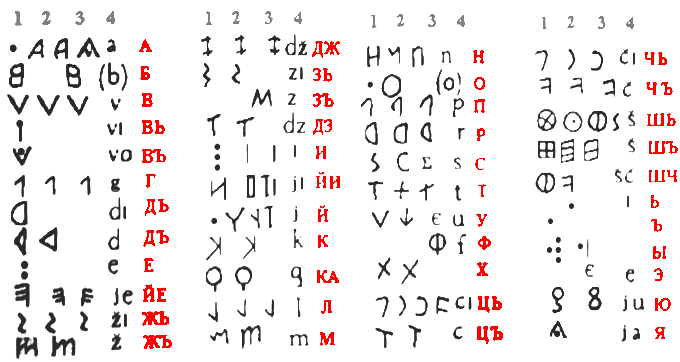
«Расшифровка» этрусского алфавита В. А. Чудиновым

С 1990-х до начала 2020-х годов идею о сверхъестественной природе якобы открытых им «древнеславянских буквиц» развивал философ В. А. Чудинов, один из последователей Геннадия Гриневича, в 2005 году возглавивший Институт древнеславянской письменности и древнеевразийской цивилизации в общественной организации «Российская академия естественных наук» (РАЕН). Чудинов «открыл» систему слогового письма, которую он назвал «руницей», или «рунами Макоши». Помимо «древнерусских надписей», которых Чудинов прочитал большое количество, им были найдены «надписи» на многих других предметах, в том числе на палеолитических памятниках, поэтому возникновение «руницы» Чудинов связывает с началом среднего палеолита. Ещё один тип письма, выделенный Чудиновым, назван им «руны Рода». Это буквенное письмо, которое якобы произошло от «руницы» в середине среднего палеолита и очень близко к современному русскому алфавиту. «Руны Рода» и «руны Макоши» Чудинов читал на массе изображений, от фотографий палеолитических пещер до современных рисунков, фотографий поверхности Солнца и других космических объектов. Почти все эти «надписи» являются, согласно терминологии Чудинова, «неявными». «Методы» выявления и прочтения «неявных надписей», используемые Чудиновым, включают рассмотрение не самих предметов, а их фотографий или зарисовок из книг при увеличении размеров изображения, усилении его контрастности, инверсии цвета — с целью найти в мелких штрихах и тенях подобия «буквиц». Этим методом, по его собственному мнению, владел только он. Чтение надписей на фотографиях поверхности Земли и иных небесных тел Чудинов объяснял наличием крупных искусственных образований, так называемых геоглифов (а также «селеноглифов», «ареоглифов» и «гелиоглифов»). Надписи на фоне фотографий автор объяснял проявлением «тонкого мира». Чудинов утверждал, что первой цивилизацией в истории была «славянская ведическая цивилизация», и многие народы, включая этрусков, на самом деле были русскими.
Популяризацией идеи о происхождении славян от «арийцев» («древних ариев») занимался сатирик Михаил Задорнов. Он разделял идеи о славянском языке этрусской письменности и «критского диска». Не различая этрусские надписи и «Велесову книгу», Задорнов утверждал, что этруски писали «на дощечках». Посетив раскопки трипольских поселений на Украине, он связал трипольскую культуру со славянами. По его утверждению, он нашёл там «черты и резы», свидетельствующие о том, что «у нас была письменность» 6 тысяч лет назад. Также он утверждал о существовании славянских «рунических знаков» эпохи мезолита под Мурманском.

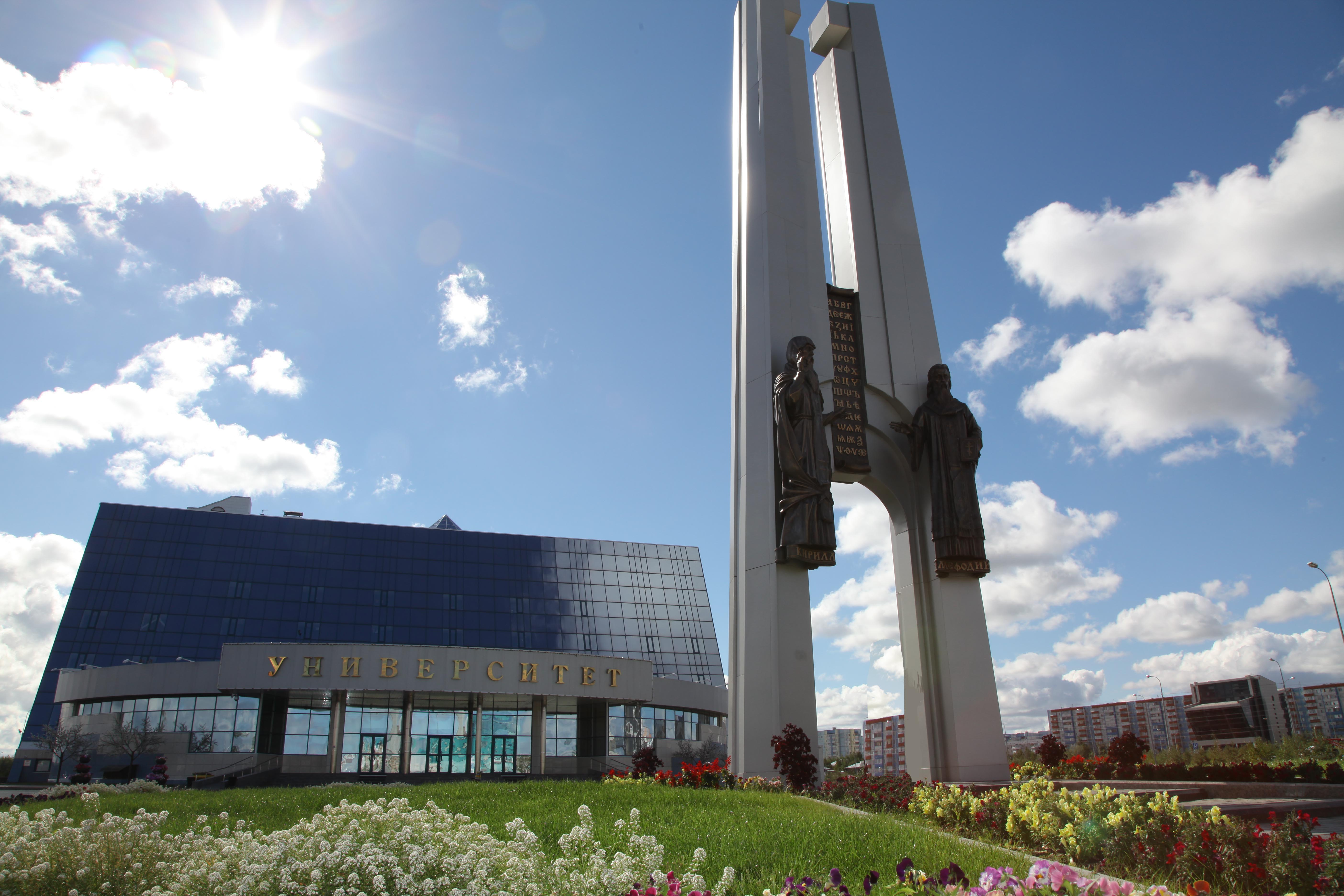
«Буквица» на памятнике Кириллу и Мефодию перед Сургутским университетом

Распространённым сконструированным «славянским» алфавитом является «буквица», якобы лежащая в основе русского языка и представляющая собой алфавит из 49 букв в виде таблицы 7*7 (7 — сакральное число). Утверждается, что каждая буква этого алфавита и слоги из двух букв заключают в себе некий образ, скрытое значение. Из этих образов-букв в русском языке были созданы все слова, а зная образы, можно раскрыть истинный смысл любого слова. Значения этих образов максимально размыты, в результате чего под них можно подвести любое слово. «Буквица» представляет собой видоизменённую кириллицу с добавлением нескольких символов из других алфавитов и произвольными названиями и трактовкой букв. Никаких доказательств аутентичности этого алфавита его сторонники не приводят. Идея буквицы, как и других подобных алфавитов, предполагает, что люди должны были изобрести «язык из букв» прежде, чем составили из них слова, то есть создать построенную на образах письменность, ещё не умея разговаривать. «Буквица» изображена на памятнике Кириллу и Мефодию перед Сургутским университетом: монумент изображает святых, указывающих на свиток с буквицей.
Как дохристианскую славянскую надпись автор Галина Котова читала перевёрнутую эпитафию с еврейского надгробия, написанную на иврите в 1920 году. О «расшифровке» этой «славянской» надписи Котова написала подробную статью.
В нескольких «документальных» передачах Игоря Прокопенко и Олега Шишкина на российском федеральном телеканале «РЕН ТВ» (2013, 2014, 2016, 2017 и др.) популяризируются псевдоисторические неоязыческие идеи, включая происхождение славян от «ариев» («арийцев»), древние дохристианские славянские «рунические книги» («Велесова книга», «Боянов гимн», «Книга Коляды») и сокрытие всего этого «официальной наукой».